# ソジエ内田恵美
ソジエ内田恵美（ソジエ うちだ えみ）は、日本の応用言語学者、早稲田大学政治経済学術院教授。エセックス大学博士（応用言語学者）。近年の研究テーマは、言語学理論（ハリデーの選択体系機能理論やレイコフの認知メタファー理論など）に基づいた政治演説やメディアのディスコース分析。

## 人物
1994年早稲田大学第一文学部英文学専修卒業、1996年エセックス大学応用言語学修士、2001年同Ph.D.取得。2002年早稲田大学政治経済学部専任講師。2010年より同教授。同年、オックスフォード大学現代日本研究ＭＳｃ取得。St. Antony's Collegeにて客員研究員。